# Dixella serotina
Dixella serotina är en tvåvingeart som först beskrevs av Johann Wilhelm Meigen 1818.  Dixella serotina ingår i släktet Dixella och familjen u-myggor. Arten är reproducerande i Sverige. Inga underarter finns listade i Catalogue of Life.